# Hermann Erdmann Konstantin von Pückler

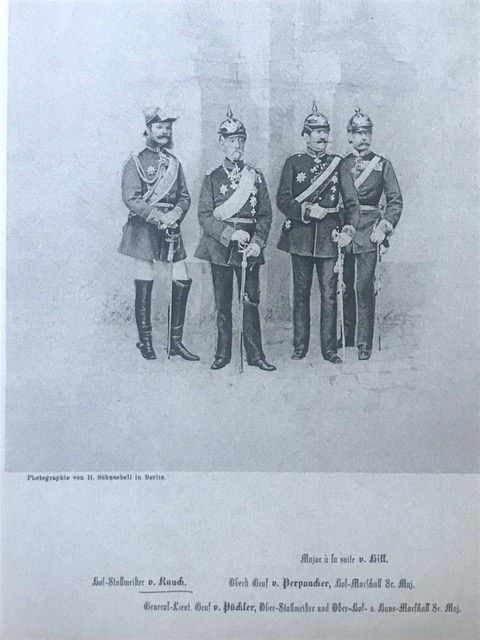
Oberhofmarschall Graf Pückler (2.v.l.) mit Hofstallmeister Fedor von Rauch, Hofmarschall Friedrich Graf Perponcher und Flügeladjutant von Hill bei der Kaiserproklamation in Versailles 1871

Graf Hermann Erdmann Konstantin von Pückler-Groditz, eigentlich Graf von Pückler und Freiherr von Groditz (* 23. Dezember 1797 in Hohlstein, Landkreis Löwenberg in Schlesien; † 14. Juni 1892 in Berlin), war ein preußischer General der Infanterie und Oberhof- und Hausmarschall sowie Oberstallmeister des Königs und späteren Kaisers Wilhelm I.

## Leben

### Herkunft
Seine Eltern waren Friedrich Johann Ludwig Erdmann von Pückler (* 26. Januar 1756; † 11. November 1806) und dessen Ehefrau Auguste Christiane Charlotte, geborene von Erlach (* 7. November 1767; † 22. Februar 1817), eine Tochter des Generals Friedrich August von Erlach. Sein Vater war königlich preußischer Premier-Lieutenant aus dem 40. Infanterie-Regiment sowie Erbherr auf Gimmel. Seine Brüder Friedrich Wilhelm August Erdmann (1786–1856) und Wilhelm Erdmann Karl August (1790–1859) wurden preußische Generalleutnants.

### Werdegang
Er kam  am 20. Mai 1811 als Kadett nach Berlin. Von dort wurde er am 21. April 1815 als Seconde-Lieutenant in das 2. Garde-Regiment zu Fuß versetzt. Im Sommerfeldzug von 1815 machte sich das Regiment noch auf den Weg nach Paris, aber der Krieg war beendet, bevor es eingreifen musste. Am 23. April 1822 zum Premier-Lieutenant befördert, wurde er am 13. Oktober 1827 zum Hauptmann ernannt, schied aber gleichzeitig aus der Armee aus und durfte seine Uniform behalten. Anschließend wurde er Kammerherr der Prinzessin Karl von Preußen. Trotzdem wurde er am 6. September 1829 noch Hauptmann im III. Bataillon des 20. Landwehr-Regiments. 1831 erhielt er dann den preußischen Johanniter-Orden und das Ritterkreuz des weimarischen Falkenordens. Im Jahr 1835 wurde er Hofmarschall des Prinzen Wilhelm von Preußen (Sohn), dazu erhielt er den russischen St. Annen-Orden 2. Klasse mit Brillanten. Er wurde am 14. April 1838 zum Major und Führer des 2. Aufgebots des III. Bataillons des 24. Landwehr-Regiments ernannt. Am 30. März 1844 bekam er den Charakter als Oberstleutnant. Im Jahr 1847 erhielt er den Roten Adlerorden 2. Klasse mit Eichenlaub, das Kommandeurskreuz des braunschweigischen Ordens Heinrich des Löwen 1. Klasse, den hannoverischen Guelphen-Orden 1. Klasse und den russischen St.Wladimir-Orden 3. Klasse. Am 24. Oktober 1848 wurde er dann von der Führung des 2. Aufgebots entbunden und stattdessen in das Bataillon aggregiert. Während der Badischen Revolution befand er sich im Stab des Prinzen von Preußen und nahm an den Gefechten bei Ubstadt, Bruchsal, Durlach, Muggensturm und Kuppenheim teil. Für Belagerung der Festung Rastatt erhielt er die Schwerter zum Roten Adlerorden. Am 6. November 1850 wurde er dann à la suite des III. Bataillons des 24. Landwehr-Regiments gestellt. Am 6. Juni 1854 erhielt er noch den Charakter als Oberst und nahm am 30. September 1858 seinen Abschied mit dem Charakter als Generalmajor. Er wurde am 30. September 1858 dann in die Kategorie der zur Disposition gestellten Offizieren eingeordnet. Am 22. März 1861 wurde er dann Oberhof- und Hausmarschall sowie Oberstallmeister des Königs und späteren Kaisers Wilhelm I., außerdem erhielt er am 22. März 1863 auch den Charakter als Generalleutnant und wurde am 26. April 1865 auch wieder zu den Offizieren von der Armee gezählt. Sein Schloss in Bunzlau wurde 1857 erbaut.
Während des Deutschen Krieges von 1866 befand er sich im Großen Hauptquartier der Armee und nahm auch an der Schlacht bei Königgrätz teil. Auch während des Deutsch-Französischen Krieges von 1871/71 befand er sich im Großen Hauptquartier. Er nahm an der Schlacht bei Gravelotte und der Belagerung von Paris (1870–1871) teil. Bei der Belagerung erwarb er sich auch das Eiserne Kreuz 2. Klasse.
Nach dem Krieg wurde er am 26. April 1875 auch mit dem Schwarzen Adlerorden ausgezeichnet und bekam am 22. März 1877 auch den Charakter als General der Infanterie. Am 24. Dezember 1885 nahm er Abschied aus dem Hofämter und erhielt dazu die Brillanten zum Schwarzen Adlerorden. 
Pückler war Ehrenmitglied des Union-Klubs, der Dachvereinigung für die Galopprennen in Deutschland. Er starb am 14. Juni 1892 in Berlin.
In seiner Beurteilung schrieb der General Weyrach im Jahr 1847: Gewandter, gebildeter Stabsoffizier, fähig und sehr brauchbar, der Lust und Liebe zum Dienst zeigt und mehrere Male ein Landwehrbataillon geführt und dadurch ein schönes Beispiel gegeben hat. Geeignet zum Bataillonskommandeur.

### Familie
Er heiratete Charlotte Wilhelmine Poltz (* 9. November 1811; † 15. April 1880). Die Ehe blieb kinderlos.